# Journal für Generationengerechtigkeit
Das Journal für Generationengerechtigkeit (ISSN 1617-1799) ist ein Periodikum der Eberhard Karls Universität Tübingen.

## Inhalte
Publiziert werden Artikel aus den Bereichen Politik, Philosophie und internationales Recht, die den Forschungsstand zu generationengerechter Politik reflektieren. Behandelte Einzelthemen sind Institutionen für Zukunftsverantwortung, Policy-Forschung im Hinblick auf einzelne Politikfelder, aber auch ethisch-philosophische Nachhaltigkeits- und Generationengerechtigkeitsfragen. Zudem enthält jede Ausgabe eine Reihe von Buchrezensionen. Die rezensierten Bücher befassen sich mit Themen, die in einem engen Kontext zum Thema der jeweiligen Ausgabe stehen. Bei den Büchern handelt es sich um Neuerscheinungen.

## Geschichte
Das JfGG wurde aus einer Vorgängerzeitschrift mit dem Titel "Generationengerechtigkeit!" heraus zu einer wissenschaftlichen Zeitschrift weiterentwickelt. 2009 wurde ein Gutachterbeirat berufen und ein doppelblindes Peer-Review-Verfahren eingerichtet. Das Journal wird seit 2011 vom Arbeitsbereich "Generationengerechte Politik" an der Eberhard Karls Universität Tübingen herausgegeben.
Das Journal erscheint halbjährlich in deutscher Sprache. Da das Journal für Generationengerechtigkeit nicht auf eine Kommerzialisierung abstellt, sondern wissenschaftliche Beiträge einer breiten Leserschaft zugänglich machen möchte, ist die Online-Ausgabe der Zeitschrift ein Open-Access-Journal. Das JfGG ist im Directory of Open Access Journals (DOAJ) und im Social Science Open Access Repository (SSOAR) indexiert.
Darüber hinaus erscheint das Journal auch in gedruckter Form in begrenzter Auflage.

## Autoren
Das Journal wendet ein wissenschaftliches Begutachtungsverfahren (Peer-Review Verfahren) an. Das Editorial-Board setzt sich aus knapp 50 internationalen Experten zusammen, die aus zehn verschiedenen Ländern stammen und neun Disziplinen (schwerpunktmäßig Politikwissenschaft und Philosophie) repräsentieren. Die Autoren des Journals sind nationale und internationale Wissenschaftler. Eingereichte Artikel englischsprachiger Autoren werden ins Deutsche übersetzt. Die Zeitschrift hat das Ziel, insbesondere Nachwuchswissenschaftlern  ein Forum zu bieten.